# Franopol (Łódź)
Pour les articles homonymes, voir Franopol.
Franopol est une localité polonaise de la gmina de Biała Rawska, située dans le powiat de Rawa Mazowiecka en voïvodie de Łódź.